# Sinalunga

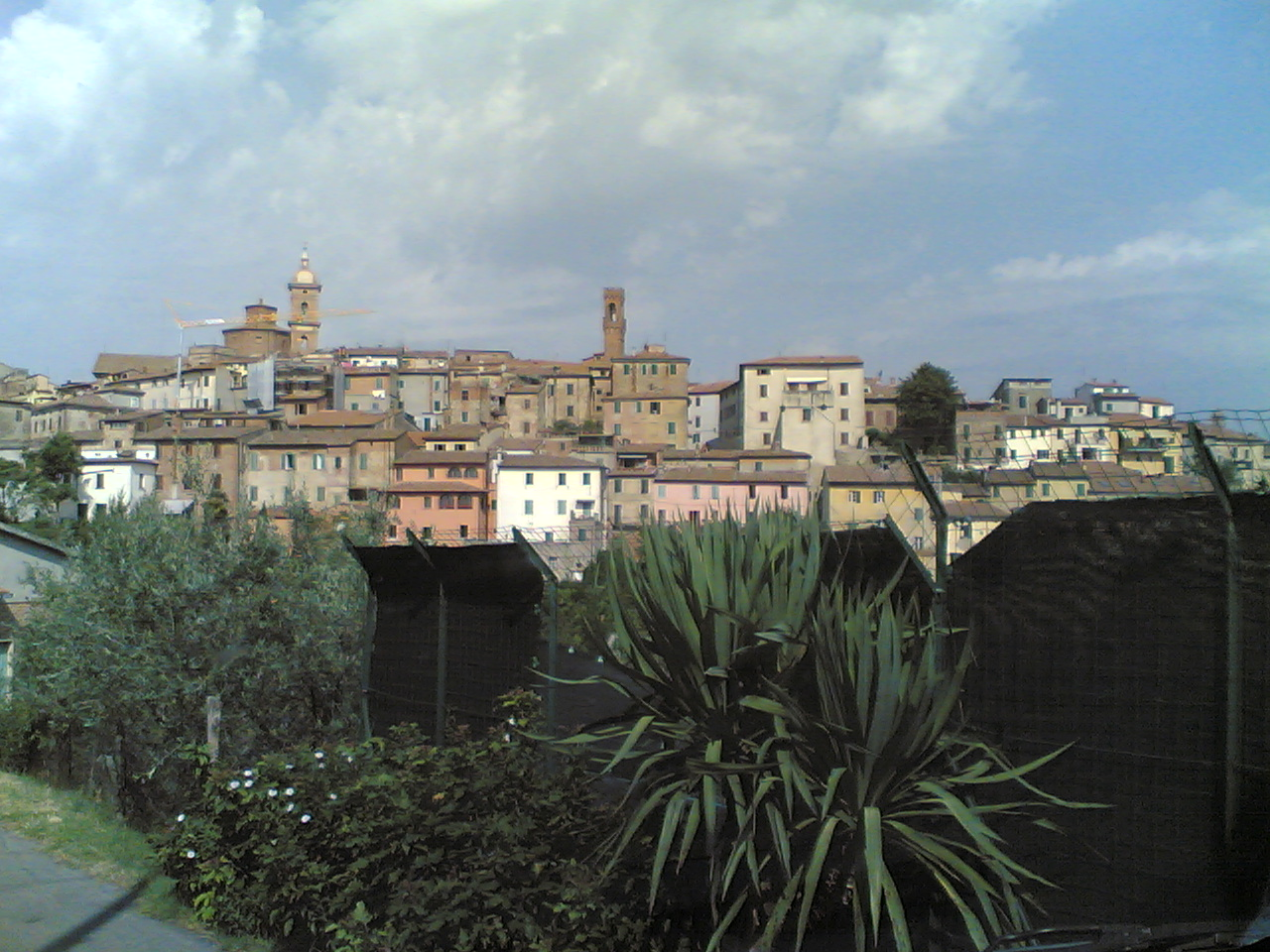
Panorama miasta

Sinalunga – miejscowość i gmina we Włoszech, w regionie Toskania, w prowincji Siena.
Według danych na rok 2004 gminę zamieszkiwały 11 782 osoby, 151,1 os./km².